# 聯邦大道 (坎培拉)

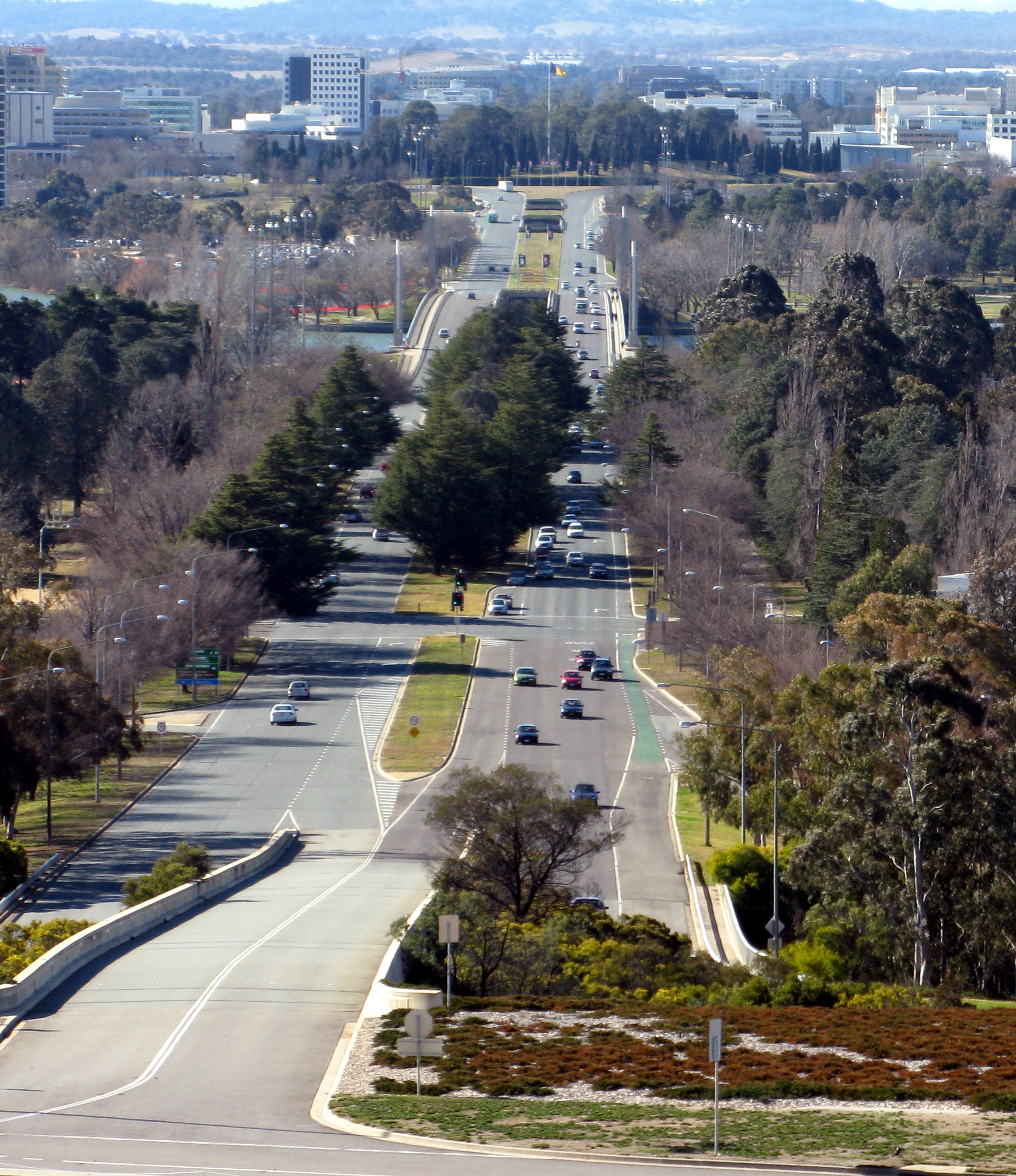

聯邦大道（Commonwealth Avenue）是澳洲首都領地坎培拉的一條主要道路。聯邦大道連接思域和南坎培拉。 

## 歷史
1928年建造了第一座聯邦大道橋，取代了橫跨莫朗洛河的淺灘，和兩座建造年代較早的橋樑。目前的橋樑於1963年完工。

## 概要
聯邦大道是一條六線道寬的道路，道路中間有一個寬闊的中間帶。這條路在聯邦大道橋上穿過伯利·格里芬湖。聯邦大道通過高速公路與帕克斯路相連。沿聯邦大道北側的建築物是天主教坎培拉暨古爾本總教區及國家首都展覽館，在伯利·格里芬湖的南側，道路兩旁種滿了大樹，東邊是帕克斯郊區，西邊是亞拉倫拉。沿途的重要景點包括阿爾伯特音樂廳、坎培拉酒店和英國、紐西蘭和加拿大的高級專員公署。